# Закариас, Луис
Луис Эмилиано Закариас Барраса (исп. Luís Emiliano Zacarias Barraza, 11 октября 1942, Коракора, Перу - 27 августа 2023, Кёльн, Германия) — перуанский футбольный тренер.

## Биография
В детском возрасте занимался легкой атлетикой, затем на любительском уровне играл в футбол. В 1964 году переехал в Европу для изучения вида. Обучался в Германии хорошо выучил немецкий язык. После стажировок вернулся на родину. Входил в тренерских штаб Перу на Чемпионатах мира 1978 и 1982 годов, а в 1980 году должен был повести «инков» на Олимпиаду в Москву, однако перуанцы решили бойкотировать игры.
С 1983 по 1985 года Закариас вновь находился в Германии, где работал с клубом Второй Бундеслиги «Дуйсбург», а также преподавал в немецких школах. Затем он снова тренировал перуанские коллективы. В 2002 году латиноамериканский специалист обосновался в Грузии. Закариас возглавлял тбилисский «Локомотив». В его составе он делал ставку на молодых футболистов. В мае 2003 года после безмедального сезона из состава «Локомотива» были отчислены 11 игроков, в числе которых были легионеры из Ганы и Перу. Однако иностранный тренер сумел сохранить свой пост. В 2004 году возглавил «Тбилиси», с которым Закариас завоевал бронзу чемпионата. Однако перед началом следующего сезона перуанец вместе с 15 игроками покинул клуб из-за его финансовых проблем.
В последнее время проживал в Германии занимается с молодыми футболистами. Хорошо играл в бильярд. Скончался на 81-м году жизни в Кёльне.

## Достижения
- Чемпион Второго дивизиона Перу (1): 1997.
- Бронзовый призер Чемпионата Грузии (1): 2004/2005.